# George Villiers, 4. hrabě z Jersey
George Bussy Villiers, 4. hrabě z Jersey (George Bussy Villiers, 4th Earl of Jersey, 7th Viscount Grandison, 4th Viscount Villiers, 4th Baron Villiers) (9. června 1735 – 22. srpna 1805) byl britský politik a dvořan. Nejprve byl dlouholetým poslancem Dolní sněmovny, od roku 1769 byl s titulem hraběte z Jersey členem Sněmovny lordů. Zastával několik vysokých úřadů u dvora spojených s členstvím v britských vládách.

## Životopis

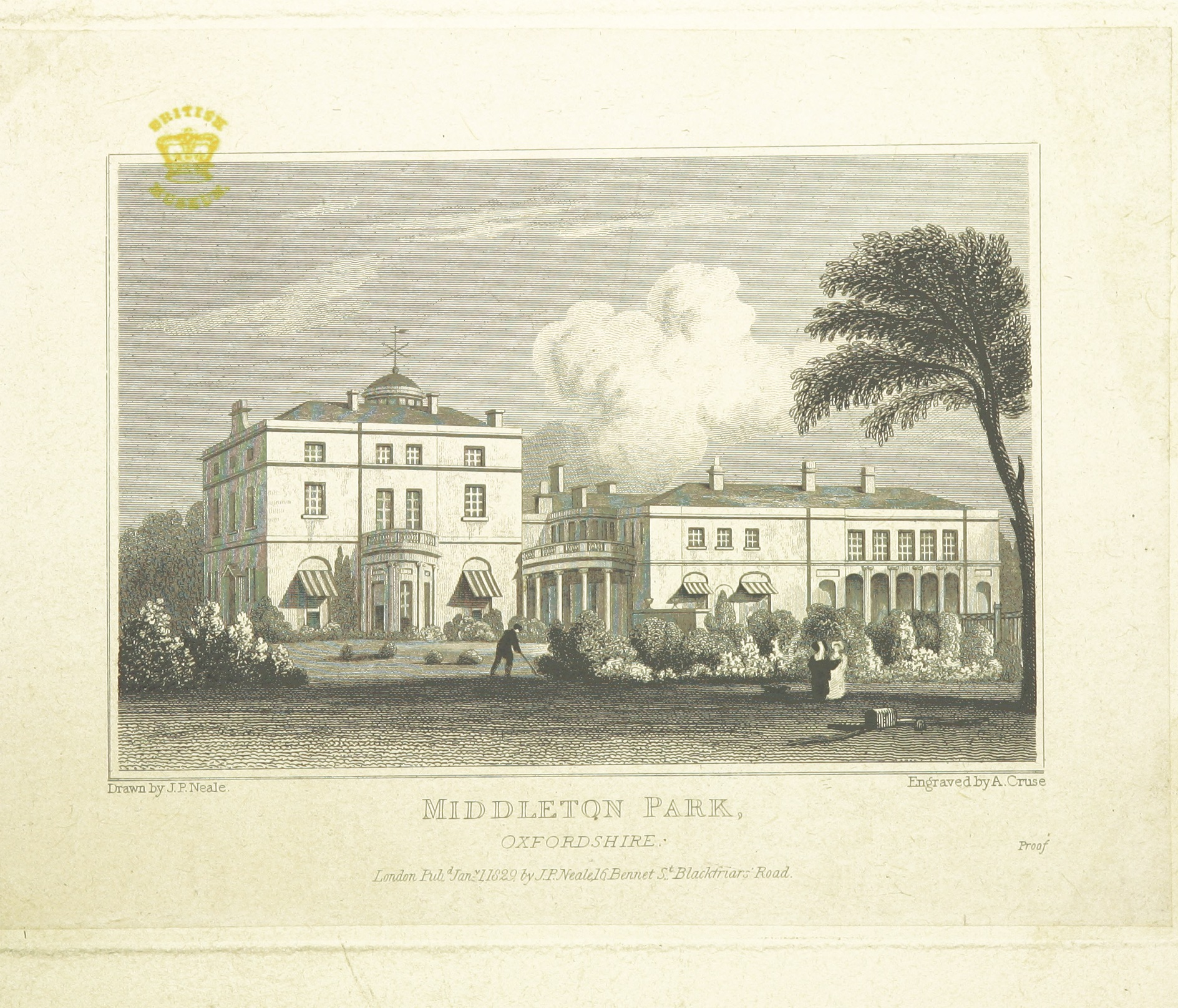
Zámek Middleton Park (Oxfordshire), sídlo hrabat z Jersey

Pocházel ze starobylého šlechtického rodu Villiersů, narodil se jako mladší syn diplomata a politika Williama Villierse, 3. hraběte z Jersey (1705–1769), po matce Anne Egerton (1708-1762) byl vnukem 1. vévody z Bridgewateru. Dědicem hraběcího titulu se stal po předčasné smrti staršího bratra Francise (1734–1742), do otcovy smrti užíval titul vikomt Villiers. Od mládí byl aktivní v politice, v letech 1756–1769 byl poslancem Dolní sněmovny za stranu whigů. V letech 1761–1762 byl krátce jedním z lordů admirality. V roce 1765 byl jmenován členem Tajné rady a v letech 1765–1770 byl členem vlády jako zástupce nejvyššího komořího (Vice-Chamberlain of the Household). V roce 1769 zdědil po otci titul hraběte z Jersey a vstoupil do Sněmovny lordů (po otci převzal také irský titul vikomta Grandisona zděděný v roce 1766 po mladší rodové linii usazené v Irsku a díky tomu byl i irským peerem, od roku 1769 byl zároveň lordem komořím Jiřího III. Ve vládě se znovu uplatnil až později v letech 1782–1783, kdy byl nejvyšším lovčím (Master of the Buckhounds) a nakonec v roce 1783 krátce zastával funkci kapitána královské gardy (Captain of the Gentlemen-at-Arms). V letech 1795–1800 byl nejvyšším štolbou prince waleského (tento post získal díky vlivu své manželky, která byla následníkovou milenkou).

## Rodina

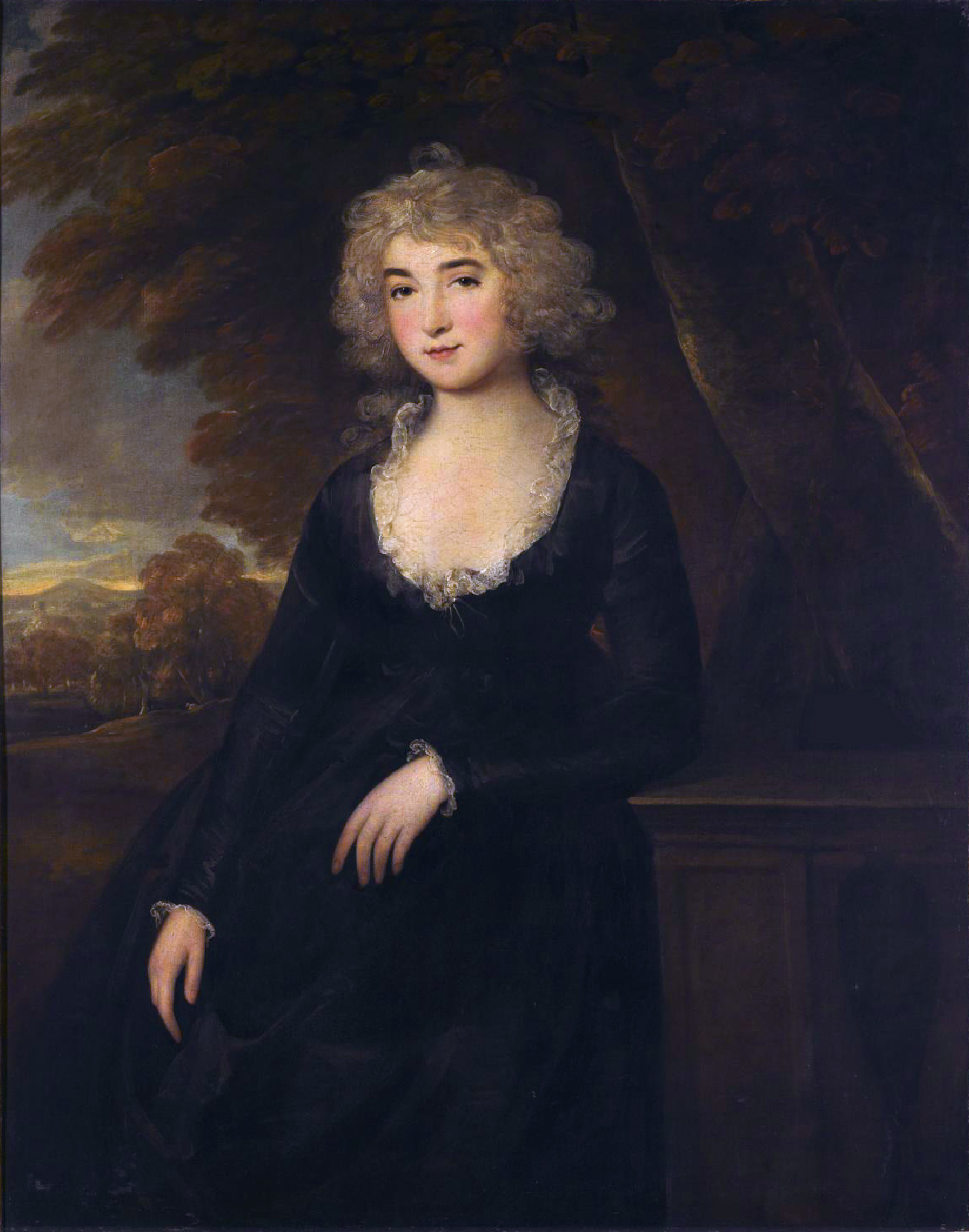
Frances, hraběnka z Jersey

V roce 1770 se oženil s výrazně mladší Frances Twysden (1753–1821), dcerou irského biskupa Philipa Twysdena. Frances patřila k významným osobnostem společenského života a udržovala intimní vztahy s několika členy vlivných aristokratických rodin, mezi jejími milenci se uvádí například irský místokrál a nejvyšší hofmistr 5. hrabě z Carlisle. Přibližně od roku 1793 byla milenkou prince waleského, pozdějšího krále Jiřího IV., a přes otevřené nepřátelství ze strany jeho otce, krále Jiřího III. si u dvora udržela značný vliv až do roku 1807. Z manželství se 4. hrabětem z Jersey měla osm dětí:
- 1. Charlotte (1771–1808), ∞ 1789 lord William Russell (1767–1840), poslanec Dolní sněmovny
- 2. Anne Barbara (1772–1832), 1. ∞ 1791 William Henry Lambton (1764–1797), poslanec Dolní sněmovny, 2. ∞ Charles William Wyndham (1764–1828), poslanec Dolní sněmovny
- 3. George Villiers, 5. hrabě z Jersey (1773–1859), lord nejvyšší komoří 1830 a 1834–1835, nejvyšší štolba 1841–1846 a 1852, ∞ 1804 Sarah Fane (1785–1867)
- 4. Caroline Elizabeth (1774–1835), 1. ∞ 1795 Henry William Paget, 1. markýz z Anglesey (1768–1854), vojevůdce napoleonských válek, polní maršál, místokrál v Irsku (rozvod 1810), 2. ∞ 1810 George Campbell, 6. vévoda z Argyllu (1768–1839), lord nejvyšší hofmistr
- 5. Sarah (1779–1852), ∞ 1799 Charles Nathaniel Bayly (1775–1853), majitel plantáží na Jamajce
- 6. William Augustus (1780–1813), žil a zemřel v USA, 1802 přijal příjmení Mansel
- 7. Elizabeth Frances (1786–1866), ∞ 1803 John Ponsonby, 1. vikomt Ponsonby (1770–1855), diplomat, britský velvyslanec v Turecku a Rakousku
- 8. Harriet (1788–1870), ∞ 1806 Richard Bagot (1782–1854), biskup v Oxfordu, Bathu a Wellsu